# Цетине
 Тази статия е за града в Черна гора.  За общината вижте Цетине (община).  
Цетине (на сръбски: Цетиње или Cetinje), остаряло Цетина, e град в южната част на Черна гора, административен център на едноименната община. Той е историческата столица на страната.
Градът е сгушен в малка карстова долина, заобиколен от варовикови планини и от планината Ловчен – Черната планина, на която страната носи името.

## История
Основаването на Цетине през XV век е обусловено от редица исторически, политически и икономически събития. Настъплението на османците принуждава Иван Църноевич, владетел на Зета по онова време, да премести столицата на държавата от тогавашния укрепен град Жабляк в по-труднодостъпните части на Зета – в Обод (1475), а малко по-късно – в планината Ловчен.
През 1482 г. в Цетинското поле е построен неговият дворец, а 2 години по-късно и манастир. Изграждането на тези 2 важни сгради представлява основаването на новата столица Цетине. Градът носи името на тогавашната река Цетина, на чиито брегове е основан. Реката по-късно е пресъхнала.
Новият манастир се превръща в седалище на митрополията на Зета. С това Цетине става център не само на светския живот, в който е съсредоточено управлението на държавата, но също духовен и културен център, където Георги IV Църноевич основава първата книгопечатница в земите на южните славяни.
Периодът на динамичен и непрестанен прогрес за Цетине по време на управлението на династията Църноевичи е прекъснат през 1496 г. Зета губи независимостта си и единствените свободни земи, носещи името Черна гора, са ограничени до планинската територия между река Църноевичи и Которския залив.
През следващите 2 века развитието на Цетине е в застой. Той често е изложен на атаките на венецианците и османците в периода XVI – XVII век.
През този период дворецът и манастирът, както и останалите градежи на династията на Църноевичи, са разрушени. Едва в края на XVII век с идването на Петровичката династия на власт през 1697 г. (в лицето на Данило Петрович като неин основател) Цетине се връща към живот.
Данило Петрович и неговите наследници са заети с освободителните войни и обединяването на страната. През 1701 г. Данило построява новия Цетински манастир.
Обновлението на града започва при управлението на Петър I Петрович Негош. През 1838 г. е построена неговата резиденция, наречена Билярда. Изграждат се множество нови къщи, Цетине се разраства и благоустроява.
По време на управлението на принц Никола I Петрович в Цетине са построени множество обществени сгради – първият хотел („Локанда“), новият дворец на принца, девическият институт и други.
На Берлинския конгрес е призната независимостта на Черна гора, а Цетине е обявен за столица на новата държава. През 1910 г. Черна гора е обявена за кралство, което се отразява благоприятно върху развитието на Цетине.
Периодът 1878 – 1914 г. е време на разцвет за града. Множество интелектуалци и предприемачи идват в Цетине и дават своя принос за неговото културно-просветно и икономическо развитие.
През 1946 година за столицата на Социалистическа република Черна гора е обявен Титоград, което оказва отрицателно влияние върху развитието на старата столица.
С конституционно решение от 1992 г. на Цетине е върнат статутът на столица в културно и историческо отношение.

## Население
Община Цетине е с население от 18 482 души; в града живеят 15 137 жители.
Изменение на населението на град Цетине:
- 3 март 1981 г. – 14 088 д.
- 3 март 1991 г. – 15 946 д.
- 1 ноември 2003 г. – 15 137 д.

Етнически групи (1991):
- черногорци – 93,03 %
- сърби – 2,62 %

Родни гезици (2003):
- черногорци – 90,28 %
- сърби – 4,61 %

## Личности

### Родени
- Александър I Караджорджевич
- Анастасия Петрович Негошина
- Данило Вучетич – посланик на Сърбия в България от 2005 г.
- Драгана Трипкович, журналистка
- Елена Черногорска
- Йово Йованович, анархист
- Ксения Черногорска
- Милан Вушурович, футболист
- Михаил Дедович, революционер от ВМОРО, четник на Стефан Димитров[1]
- Милица Добавич, баскетболистка
- Милица Николаевна
- Ненад Кнежевич (Кнез), певец
- Станко Иванович, духовник и деец
- Стоян Радович, революционер от ВМОРО, четник на Стефан Димитров[1]

### Починали
- Иван Църноевич
- Пеко Павлович

## Побратимени градове
Цетине е побратимен с:
- Алба Юлия, Румъния;
- Велико Търново, България;
- Гаета, Италия;
- Газиантеп, Турция;
- Дижон, Франция;
- Дубровник, Хърватия;
- Харков, Украйна;
- Кострома, Русия;
- Ларнака, Кипър;
- Мали Иджош, Сърбия;
- Марибор, Словения;
- Навплио, Гърция;
- Ново Сараево, Босна и Херцеговина;
- Нюрнберг, Германия;
- Риека, Хърватия;
- Санта Северина, Италия;
- Шкодра, Албания;
- Синая, Румъния
- Сплит, Хърватия;
- Сполето, Италия;
- Велика Кладуша, Босна и Херцеговина;
- Вишеград, Унгария;
- Враня, Сърбия;
- Западна Ахая, Гърция;
- Сиена, Италия;
- Пембрук, Малта;
- Битоля, Северна Македония.